# Mourvilles-Basses
 Mourvilles-Basses  es una población y comuna francesa, en la región de Mediodía-Pirineos, departamento de Alto Garona, en el distrito de Toulouse y cantón de Caraman.

## Demografía
| 93 | 80 | 50 | 58 | 57 | 60 |
| Para los censos de 1962 a 1999 la población legal corresponde a la población sin duplicidades (Fuente: INSEE [Consultar]) |    |    |    |    |    |